# Prabu Menang (Lubai)
Prabu Menang is een bestuurslaag in het regentschap Muara Enim van de provincie Zuid-Sumatra, Indonesië. Prabu Menang telt 2256 inwoners (volkstelling 2010).